# Zoulikha Oudai
Zoulikha Oudai ou Lalla Zoulikha Oudai,, née Yamina Echaïb le 7 mai 1911 à Hadjout en Algérie et morte exécutée le 25 octobre 1957, est une résistante algérienne durant la guerre d'Algérie.

## Biographie
Originaire de la région du Hadjout en Algérie, Zoulikha Oudai est fille d’un père cultivé, grand propriétaire terrien et conseiller municipal. Elle a vécu à Cherchell, où elle est instruite dans une école indigène. Elle donne naissance à cinq enfants. L'un d’eux sera exécuté en janvier 1957, par les services de renseignements français, deux mois après l'exécution de son père et mari de Zoulikha El Hadj Si Larbi OUDAI.
L’exécution par l’armée coloniale de son conjoint et de son fils sont des éléments déclencheurs de son engagement pour l'indépendance de l'Algérie. Rapidement nommée responsable du Front de libération nationale dans la région de Cherchell, elle participe à des opérations de renseignements pour le FLN et de rapprochement entre le FLN et la population. Elle financera le FLN avec l’argent de son mari. Quand le réseau FLN de la région de Cherchell est démantelé, en 1957 (54 arrestations), Zoulikha Oudai rejoint le maquis où elle se réfugie auprès de Ghebalou Hmimed et son adjoint Boualem Benhamouda, commissaire politique du secteur (deux étudiants ayant pris le maquis après la fameuse grève des étudiants en mai 1956). Avant de rejoindre le maquis, elle prit soin de bruler toutes ses photos, seules deux photos ont été récupérées chez sa sœur.

À partir du maquis, elle continua à diriger le réseau de femmes qui n'a pas été démantelé.
L'armée française lui tend une embuscade dans l’oued Haïzer où elle est arrêtée le 15 octobre 1957 et exposée attachée à un véhicule blindé. Elle s'adresse à la foule : « Mes frères, soyez témoins de la faiblesse de l’armée coloniale qui lance ses soldats armés jusqu’aux dents contre une femme. Ne vous rendez pas. Continuez votre combat jusqu’au jour où flottera notre drapeau national, sur tous les frontons de nos villes et villages. Montez au maquis ! Libérez le pays ! » Le capitaine tente de la faire taire : elle lui crache au visage. 
Exécutée le 25 octobre 1957, son corps n'est retrouvé qu’en 1984 quand un agriculteur déclare se souvenir avoir enterré le corps d’une femme et de deux hommes trouvés morts avec des menottes sur la route. Elle repose désormais  au cimetière des martyrs de Menaceur avec plus de 400 compagnons morts pour l'indépendance de l'Algérie.

## Hommages
- Le film d'Assia Djebar La Nouba des femmes du mont Chenoua (1978) lui est dédié[4]